# 哈莉玛·诺西罗娃
哈莉玛·诺西罗娃（Khalima Nasyrova，1913年12月29日—2003年1月3日）是蘇聯時期乌兹别克苏维埃社会主义共和国著名的女歌手與演員。

## 生平
哈利馬·諾西羅娃於1913年出生於費爾干納州浩罕附近的塔格里克村（Таглык），1924年至1927年就讀巴庫戲劇學院（今亞塞拜然國立文化與藝術大學），1927年首度參演戲劇，1934年至1937年就讀莫斯科音樂學院下的烏茲別克歌劇學院，1939年成為烏茲別克歌劇與芭雷劇院的首席獨唱，直至1985年退休。1979年至1986年諾西羅娃從事教學工作，2003年她於塔什干逝世。

## 荣誉
苏联：
- 苏联人民艺术家（1937）
- 1942年斯大林奖二等奖
- 1951年斯大林奖三等奖
- 乌兹别克苏维埃社会主义共和国哈姆扎国家奖（1968）
- 乌兹别克苏维埃社会主义共和国人民艺术家
- 两次列宁勋章（1950,1951）
- 十月革命勋章（1973）
- 两次劳动红旗勋章（1937,1959）
- 各民族人民友谊勋章（1984）
- 四次荣誉勋章（1939,1944,1957,1965）
- 纪念列宁诞辰一百周年奖章
- 1941-1945年伟大卫国战争中忘我劳动奖章

乌兹别克斯坦：
- 杰出功绩奖章（2000）

## 外部連結
- Peoples' Artist of the Soviet Union Antonina Nezhdanova and Peoples' Artist of Uzbekistan Khalima Nasyrova （页面存档备份，存于）
- Бахриддин Насриддинов (Bahriddin Nasriddinov, Honoured Cultural Worker of Uzbekistan). "ХАЛИМЫ СОЛОВЬИНОЕ ПЕНЬЕ （页面存档备份，存于）" （俄語）